# Didenheim
 Didenheim  (en alsacià Dìdene) és un municipi francès, situat a la regió del Gran Est, al departament de l'Alt Rin. L'any 2015 tenia 1.691 habitants. L'1 de gener del 2016 va passar a ser un municipi delegat del municipi nou de Brunstatt-Didenheim en fusionar-se amb Brunstatt.

## Demografia
| 1962  | 1968  | 1975  | 1982  | 1990  | 1999  | 2005  | 2010  | 2013  | 2015  |
| ----- | ----- | ----- | ----- | ----- | ----- | ----- | ----- | ----- | ----- |
| 1.492 | 1.897 | 1.920 | 1.902 | 1.771 | 1.758 | 1.675 | 1.738 | 1.723 | 1.691 |

## Administració
| Període   | Identitat        | Partit |
| --------- | ---------------- | ------ |
| 2001-2018 | Jean-Denis Bauer |        |
| 2018-     | Nicole Beha      |        |